# Instituto Superior de Paços de Brandão
O Instituto Superior de Paços de Brandão (ISPAB) constitui um estabelecimento de ensino superior particular legalmente reconhecido pelo Ministério da Educação através da Portaria nº 1119/91, de 29 de Outubro, nº 1236/93, de 2 de Dezembro e nº 457-A/98, de 29 de Julho.
A inauguração oficial do ISPAB realizou-se no dia 11 de Janeiro de 1991 pelo ministro Valente de Oliveira em representação do então Primeiro Ministro Aníbal Cavaco Silva.
Instituído pela Fundação de Ensino e Desenvolvimento de Paços de Brandão (FEDESPAB), entidade sem fins lucrativos, o ISPAB desenvolve as suas actividades de ensino e de conhecimento científico nos domínios das ciências da gestão e da administração, da comunicação e das engenharias e tecnologias.
Fundado em Setembro de 1990, numa iniciativa da Fundação de Ensino e Desenvolvimento de Paços de Brandão, o ISPAB surgiu com vista a contrariar a tendência da procura no Ensino Superior de cursos conhecidos como "de lápis e papel", apostando portanto fortemente em áreas tecnológicas e destinado a combater a centralização do Ensino Superior.
Assumindo-se como um estabelecimento de ensino dinâmico e versátil que aposta no rigor e na qualidade de ensino em áreas específicas e determinantes para o desenvolvimento da região em que se insere, oferecendo uma diversidade de perspectivas de formação através dos vários cursos de formação inicial e de pós-graduação ministrados, o ISPAB privilegia uma formação polivalente e multifacetada, resultante da consagração de planos de estudos multidisciplinares e da adopção do modelo pedagógico teórico-prático, capaz de dotar os diplomados de múltiplas competências, tornando-os aptos a corresponder a um vasto e extenso leque de saídas profissionais.
Todos os cursos ministrados no ISPAB estão especialmente orientados para o mercado de trabalho e conduzem à formação de técnicos polivalentes e especializados.
O ISPAB outorga o primado ao "saber saber", ao "saber fazer" e ao "saber ser" numa perspectiva de respeito, promoção e desenvolvimento da pessoa humana.
Constituindo um espaço de aprendizagem, o ISPAB é muito mais do que uma mera escola. É um organismo dinamizador da comunidade em que está integrado e da região a que pertence. É parceiro privilegiado de empresas e outras organizações, com os quais coopera em diversos projectos. É, também, um lugar capaz de proporcionar novas e enriquecedoras experiências, oferecendo um ambiente de convívio e alegria. É, finalmente, uma instituição promotora do espírito de cidadania e de realização da pessoa humana.
ISPAB com todos os cursos adequados a Bolonha
O Instituto Superior de Paços de Brandão tem todos os cursos de licenciatura adequados ao Processo de Bolonha. Depois da reestruturação da licenciatura em  Engenharia Química, a Direcção Geral do Ensino Superior analisou e registrou os cursos de  Marketing, Publicidade e Relações Públicas e o de Gestão e Contabilidade. Os cursos aprovados vão funcionar, já a partir do próximo ano lectivo de 2007/2008, segundo as regras do Acordo de Bolonha.
Os três cursos do ISPAB têm a duração de três anos e não de cinco anos. Cada licenciatura possui 180 créditos (ECTS) e a duração de seis semestres lectivos. A reestruturação dos cursos de primeiro ciclo do ISPAB tiveram como meta passar de um sistema de ensino e aprendizagem baseado na transmissão de conhecimentos para um novo sistema que privilegia o desenvolvimento de competências.
Desta maneira, a instituição de Paços de Brandão assegura a formação de profissionais qualificados e mantém a elevada empregabilidade dos cursos. Na opinião de José Manuel Carmo da Silva, director do ISPAB, um curso de primeiro ciclo na actualidade deve nortear-se por objectivos de empregabilidade. As empresas com as quais este estabelecimento de ensino superior estabeleceu protocolos de colaboração, declara José Manuel Carmo da Silva, “consideram que as licenciaturas possuem planos de estudos relevantes nas áreas científicas do emprego pretendido. O ISPAB prepara os alunos para o mercado de trabalho”.